# Barry Morse

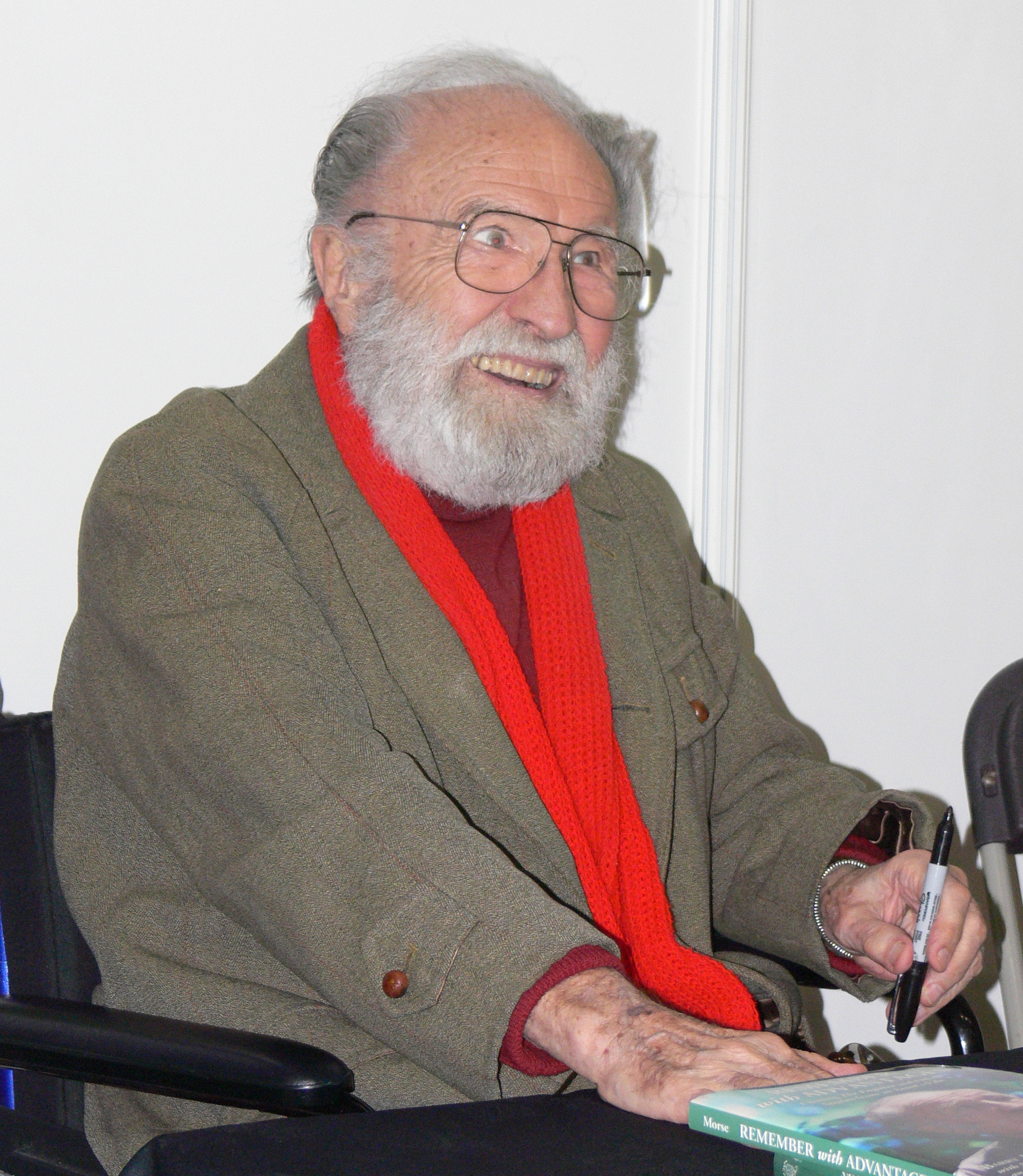
Barry Morse (2007)

Barry Morse (* 10. Juni 1918 in Shoreditch als Herbert Morse; † 2. Februar 2008 in London) war ein britischer Theater- und Filmschauspieler.

## Leben
Geboren in Londons Eastend, begann seine Karriere, als er im Alter von 15 Jahren ein Stipendium zur Royal Academy of Dramatic Art gewann. Die Schauspielerin Dame Sybil Thorndike nahm besondere Notiz von seinen Fähigkeiten und ermöglichte ihm viele Auftritte in ganz Großbritannien. Morse wirkte schon bei den ersten Live-Fernsehsendungen der BBC in den späten 1930er-Jahren mit.
In den früheren 1950er-Jahren zog er nach Kanada und arbeitete als Schauspieler in verschiedenen Theatern, im CBC Radio und bei CBC-TV. Er wurde vor allem bekannt für seine Rolle des Lt. Gerard in der Fernsehserie The Fugitive (Auf der Flucht). Barry Morse spielte die Rolle des Polizisten so überzeugend, dass viele Zuschauer seine Rolle so ernst nahmen, dass sie ihm hunderte böser Briefe schickten, er solle Dr. Kimble in Ruhe lassen. Im Jahr 1975 spielte er die Rolle des Professor Bergman in der britischen Fernsehserie Space: 1999 (Mondbasis Alpha 1). Obwohl er nur in der ersten Staffel mitwirkte, ist Morse auch heute noch in Fan-Kreisen sehr beliebt.
1945 sprach er für die BBC in einem der berühmten Paul-Temple-Hörspiele von Francis Durbridge die Rolle des Titelhelden, nämlich in dem Mehrteiler  Send for Paul Temple again mit Marjorie Westbury als Steve an seiner Seite. Das Hörspiel entsprach inhaltlich dem späteren Remake Paul Temple und der Fall Alex, nur der Name des Schurken lautete damals noch Rex.
Barry Morse spielte mehr als 3000 Rollen im Theater, Fernsehen und Radio und war bis ins Jahr 2007 aktiv. Seine Karriere umfasste sieben Jahrzehnte.

## Filmografie (Auswahl)
- 1942: The Goose Steps Out
- 1942: Thunder Rock
- 1953: Space Command
- 1960: Treasure Island (Fernsehfilm aus der Reihe The DuPont Show of the Month)
- 1962, 1964: Preston & Preston (The Defenders; Fernsehserie, 2 Folgen)
- 1963: Könige der Sonne (Kings of the Sun)
- 1963–1967: Auf der Flucht (The Fugitive; Fernsehserie, 37 Folgen)
- 1966: Simon Templar (The Saint; Fernsehserie, Folge: The Reluctant Revolution)
- 1969: Alexandria – Treibhaus der Sünde (Justine)
- 1970: Puzzle of a Downfall Child
- 1971: The Telephone Book
- 1972: Asylum
- 1972–1973: Gene Bradley in geheimer Mission (The Adventurer; Fernsehserie, 26 Folgen)
- 1975–1976: Mondbasis Alpha 1 (Space: 1999; Fernsehserie, 24 Folgen)
- 1976: Willkommen in der blutigen Stadt (Welcome to Blood City)
- 1978: Power Play (Coup d'Etat)
- 1979: Die Mars-Chroniken (The Martian Chronicles; Fernseh-Miniserie, 3 Folgen) – nach dem gleichnamigen Roman
- 1979: Delta III – Wir wollen nicht zur Erde zurück (The Shape of Things to Come)
- 1980: Klondike Fever
- 1980: Das Grauen (The Changeling)
- 1980: Schreie der Nacht (Funeral Home)
- 1980: Eine Geschichte zweier Städte (A Tale of Two Cities, Fernsehfilm)
- 1982: Starkstrom (Murder by Phone)
- 1983: Der Feuersturm (The Winds of War; Fernseh-Miniserie, 3 Folgen)
- 1984: 100 Karat (Master of the Game; Fernseh-Miniserie, 3 Folgen)
- 1987: Race for the Bomb (Fernseh-Miniserie, 2 Folgen)
- 1987: Eine Pfeife in Amerika (The Return of Sherlock Holmes, Fernsehfilm)
- 1988–1989: Feuersturm und Asche (War and Remembrance; Fernseh-Miniserie, 5 Folgen)
- 1990: Bradburys Gruselkabinett (The Ray Bradbury Theater; Fernsehserie, Folge Touched with Fire)
- 1991: Dracula ist wieder da (Dracula: The Series; Fernsehserie, Folge: 1x16)
- 1992: Al lupo al lupo
- 1994: Tek War – Krieger der Zukunft (TekWar, Fernsehfilm)
- 1995: Memory Run
- 1999: Taxman
- 2001: Waking the Dead – Im Auftrag der Toten (Walking the Dead; Fernsehserie, 2 Folgen)
- 2005: Frederick Forsyth: Das schwarze Manifest (Icon, Fernsehfilm)
- 2007: I Really Hate My Job
- 2008: The Bells (Kurzfilm)